# Rayén Cárdenas
María Rayén Cárdenas Bruzzo (* 21. September 1996) ist eine argentinische Handballspielerin, die auch in der Disziplin Beachhandball erfolgreich war. Sie war zeitweilig Mitglied der argentinischen Nationalmannschaft.
Cárdenas ist Sportlehrerin. Sie lebt und arbeitet in Viedma. Sie hatte zunächst an der lokalen Universität, später am Campus in Vicente López der Universidad de Buenos Aires, studiert.

## Hallenhandball
Cárdenas spielt für Deportivo Goliat Viedma.

## Beachhandball
Cárdenas war erstmals im Rahmen des Anden-Cup 2015 Teil der Nationalmannschaft, mit der sie das Turnier gewann. Einmal schaffte sie es in das Aufgebot der Argentinischen Nationalmannschaft für ein großes internationales Turnier berufen zu werde, zu den World Games 2017 in Breslau. In Polen konnte Cárdenas mit ihren Argentinierinnen den bis dahin größten Erfolg für ihr Land im Handball überhaupt erreichen. Nach einer eher schwachen Vorrunde mit nur einem Sieg über Tunesien und zwei Niederlagen gegen Norwegen und Spanien konnte Argentinien mit zwei Siegen im Shootout über Australien und Norwegen das Finale gegen den Erzrivalen aus Brasilien erreichen, das aber klar verloren wurde. Die Silbermedaille war dennoch ein immenser Erfolg.
Cárdenas war damit nach Yamila Uichaques und Marcia Iturrioz und neben den Nachwuchs-Nationalspielern Nahuel Baptista und Tomás Páez, die bei den Olympischen Jugendspielen 2018 in Buenos Aires die Bronzemedaille gewannen, die erste Spielerin, die aus der Provinz Río Negro kommend den Sprung in die Beachhandball-Nationalmannschaft geschafft hatte. Die Bedeutung dessen wür für den Handball der Region nicht zu unterschätzen, da die meisten Spieler und Spielerinnen im Allgemeinen aus der Hauptstadt und der sie umgebenden Metropolregion stammen. Im Jahr darauf wurde ihr zu Ehren deshalb ein nach ihr benanntes Turnier, das Torneo Rayén Cárdenas, mit Wettbewerben in einer allgemeinen und zwei Nachwuchs-Altersklassen, ausgetragen.
Mit der Mannschaft Instituto José León Larre erreichte Cárdenas die Finalrunde um die argentinische Beachhandball-Meisterschaften 2019 und wurde Vizemeisterin.

## Erfolge
| World Games - 2017: 2. Andencup - 2015: 1. (Team A) | Argentinische Meisterschaften - 2019: 2. |